# Rivière à la Cruche
Rivière à la Cruche är ett vattendrag i Kanada.   Det ligger i provinsen Québec, i den östra delen av landet, 500 km nordost om huvudstaden Ottawa.
I omgivningarna runt Rivière à la Cruche växer i huvudsak blandskog. Trakten runt Rivière à la Cruche är nära nog obefolkad, med mindre än två invånare per kvadratkilometer.